# Manuel Tarín Alonso
Manuel Tarín Alonso (Barcelona, 23 de setembre de 1951) és un advocat i periodista esportiu català.
Pertanyent a una saga d'il·lustres periodistes barcelonesos, es llicencià en Dret per la Universitat de Barcelona i es titulà en Periodisme per l'Escola Oficial de Periodisme a la seu de la Ciutat Comtal. Va ingressar a El Mundo Deportivo el 1972, per a ser designat cap de secció el 1975, redactor en cap el 1980, sotsdirector el 1982 i director-adjunt a 1986. Des de l'1 de febrer de 1988, després d'haver substituït a Juan José Castillo Biesa, que es retirà després de dotze anys al capdavant de la direcció del degà de la Premsa esportiva espanyola, i fins a l'1 de març de 1991 en què fou substituït per Santi Nolla, en fou el director. A partir del 1991 es converteix en el seu coordinador general. El 1992 deixa El Mundo Deportivo i funda diverses empreses i publicacions ia partir del 2012 es posiciona al món Smart City,
Durant la seva trajectòria com a periodista esportiu ha col·laborat en diversos mitjans de comunicació com la radio, a Ràdio Barcelona i a Radio Nacional, i també als 'Serveis informatius' de Televisió Espanyola, així com a diverses publicacions esportives com “Don Balón” i “Tenis Español”. També ha exercit com a corresponsal esportiu dels rotatius madrilenys “Nuevo Diario” i “Ya”. Tarín Alonso també exercí com a conseller delegat de la societat Idea Staff Holding, per a activats de comunicació, relacions públiques i edició, constituïda el 1994 a Barcelona. Estigué casat amb Maribel Torralba, amb qui va tenir dos fills, Tristana y Dylan.